# Žalov

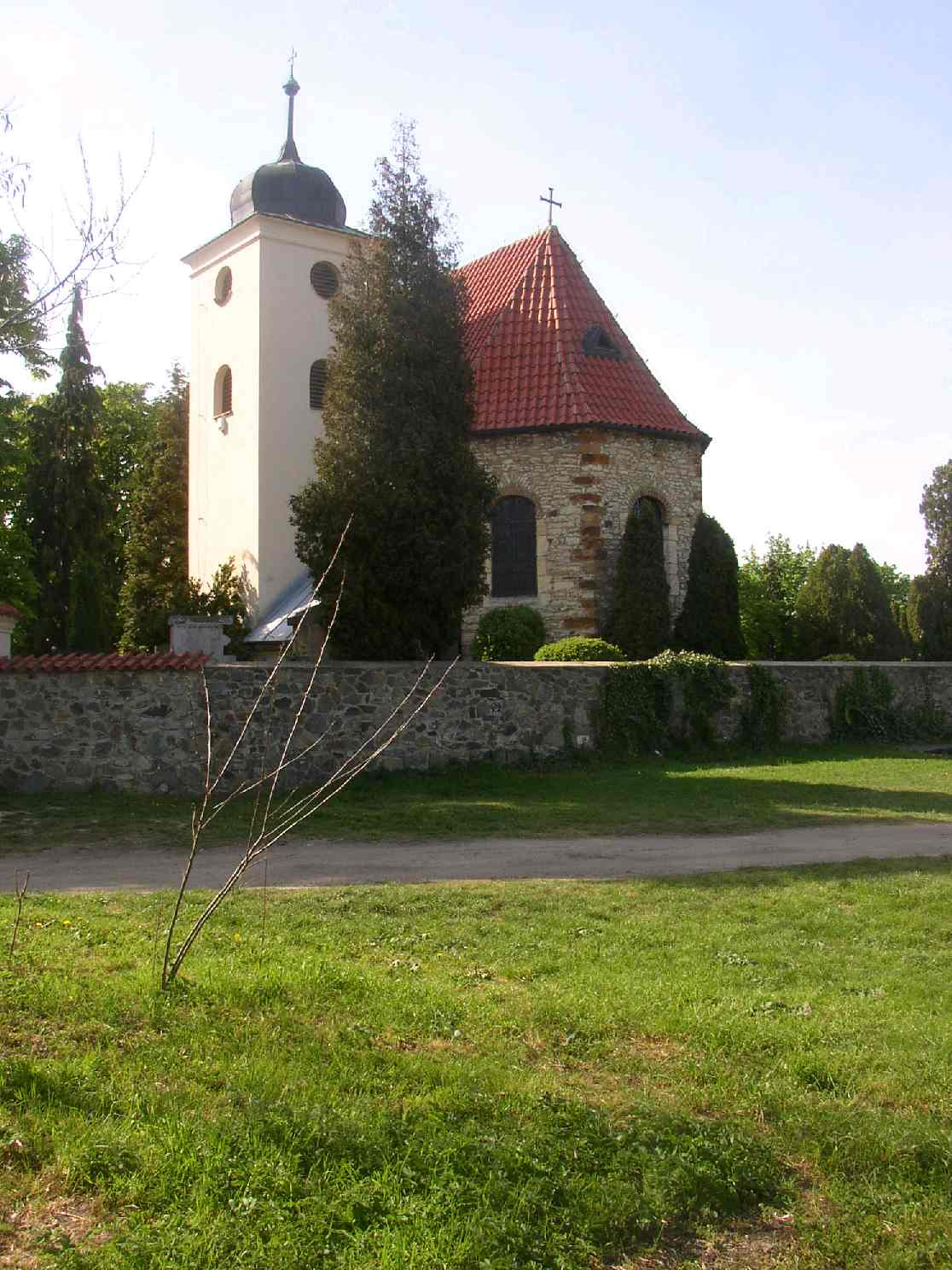
Église saint Clement.

Žalov (en allemand Schalow) est un quartier de la ville de Roztoky en République tchèque. 

## Géographie
Žalov est situé à dix kilomètres au nord du centre-ville de Prague, à la limite de la ville, et appartient au district de Prague-Ouest.